# Róża karolińska

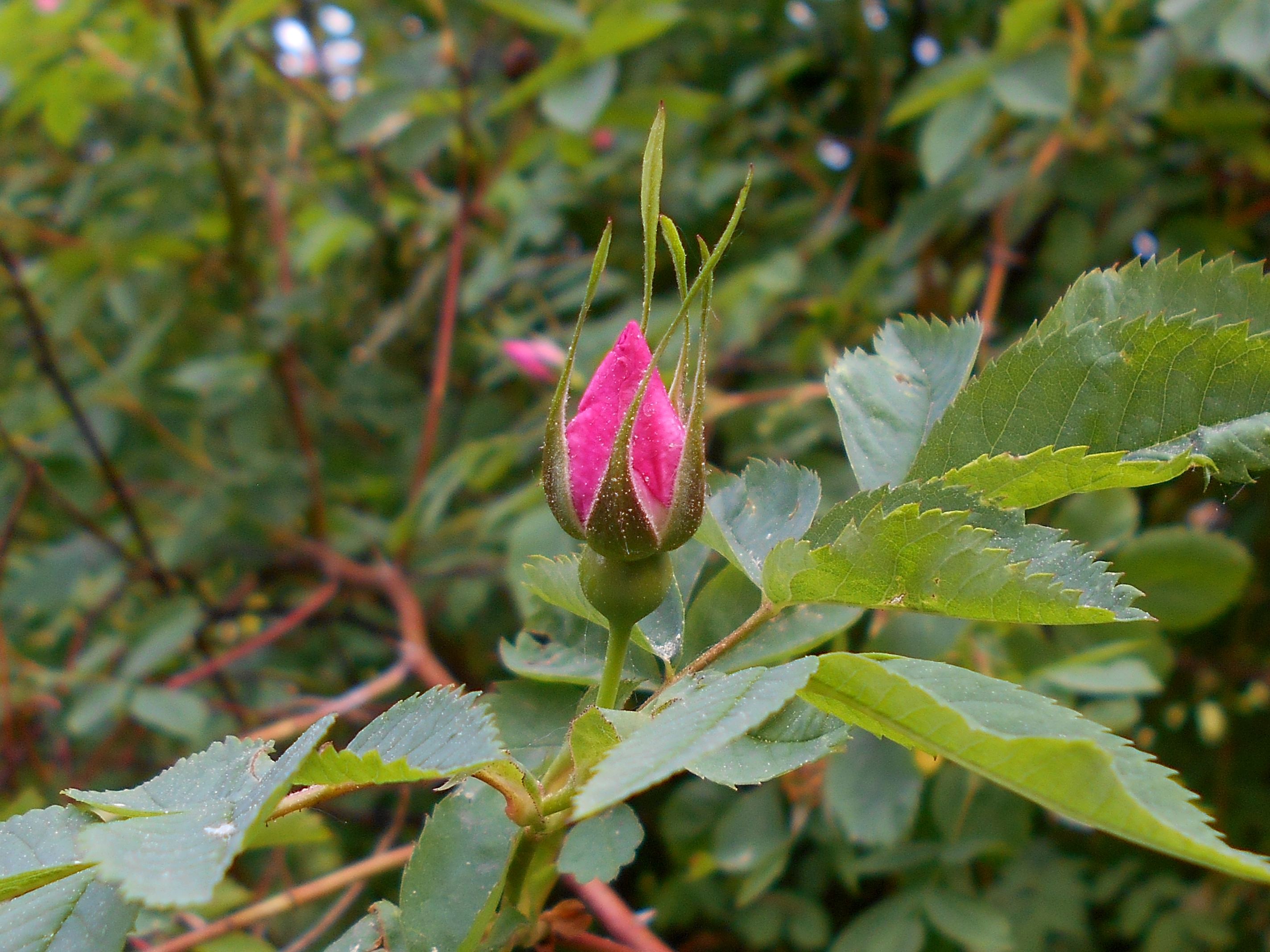
Pąk kwiatowy

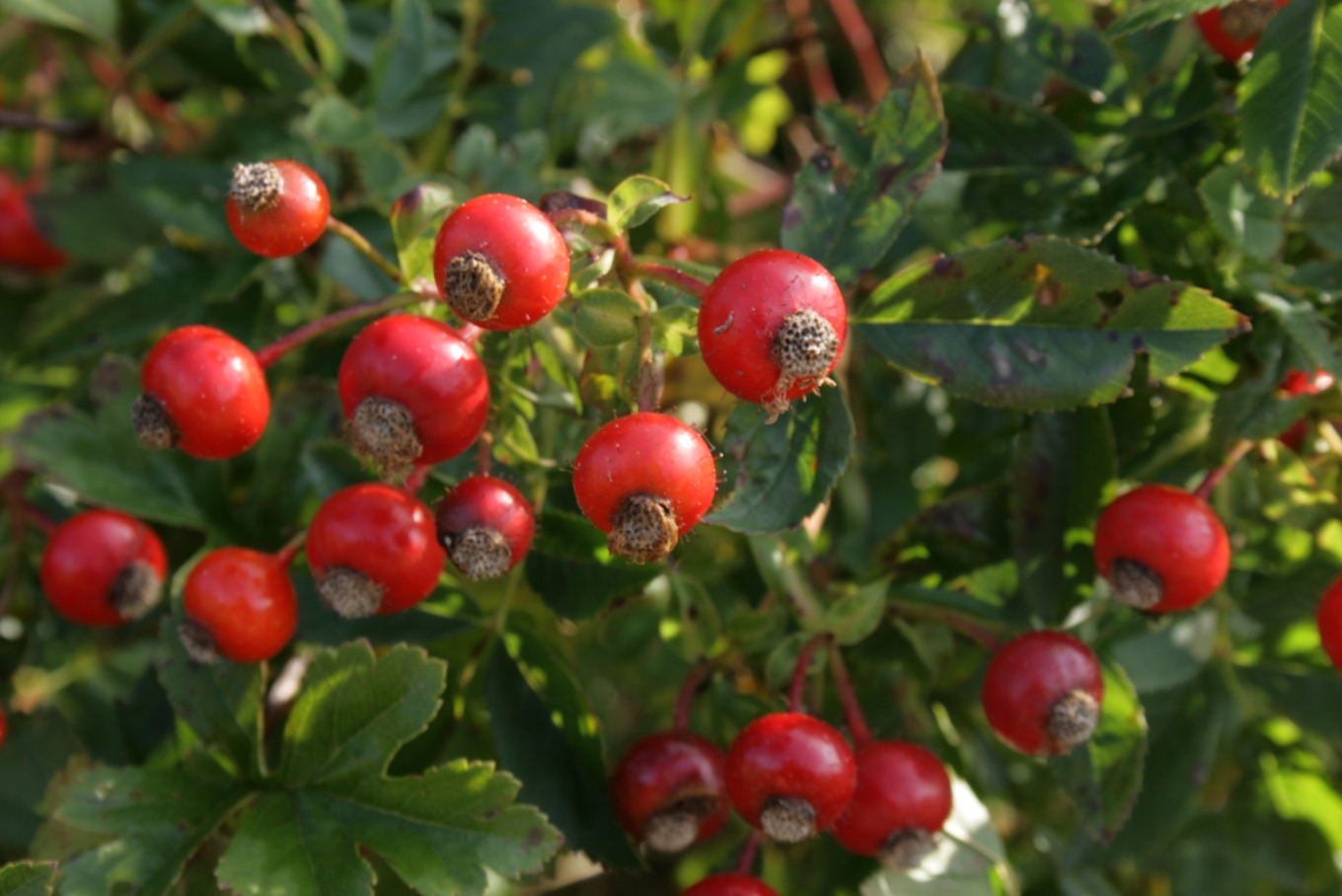
Owoce

Róża karolińska (Rosa carolina L.) – gatunek krzewu należący do rodziny różowatych. Zasięg obejmuje wschodnią i środkową część Ameryki Północnej, na zachodzie po Ontario w Kanadzie, Minnesotę, Nebraskę i Teksas w Stanach Zjednoczonych oraz północno-wschodni Meksyk. Do Europy został sprowadzony w 1726. W Polsce gatunek ten odnotowany został po raz pierwszy w uprawie w 1813 w ogrodzie Stanisława Wodzickiego w Niedźwiedziu pod Krakowem, kolejna introdukcja nastąpiła w drugiej połowie XX wieku. Współcześnie określany jest jako zadomowiony kenofit, wkraczający do zbiorowisk półnaturalnych i naturalnych.
Krzewy te są uprawiane jako ozdobne. Ze względu na rozłożysty pokrój i tworzenie odrostów róża ta polecana jest do nasadzeń jako okrywowa. Poza tym jej walorem jest też to, że jest atrakcyjna dla pszczół, motyli i ptaków. Menomini z Wisconsin używali owoców rzekomych tego gatunku jako lekarstwa na problemy układu trawiennego. Owoce szupinkowe są jadalne, ale wymagają oczyszczenia z drażniących włosków.
Epitet gatunkowy utworzony został w nawiązaniu do Karoliny Południowej lub Północnej.

## Morfologia
PokrójMało zwarty krzew o pędach rozpościerających się, rzadziej wzniesionych, osiągających od 0,3 do 1, rzadziej do 1,3 m wysokości. Pędy są nagie, na starszych kora ma barwę czerwonobrązową. Kolce szydlaste różnej wielkości – grubsze pod przylistkami, poza tym mniejsze i igiełkowate rzadkie lub gęste.
LiścieZwykle do 10 cm długości, rzadziej do 16 cm, nieparzysto pierzasto złożone. U nasady z przylistkami osiągającymi od 1 do ok. 2 cm długości i 2–3 mm szerokości, z uszkami nieco rozszerzonymi. Przylistki nagie, rzadziej omszone i ogruczolone, całobrzegie lub delikatnie piłkowane, bez gruczołków lub z gruczołkami. Ogonek liściowy i oś liścia naga, rzadko omszona, czasem z drobnymi kolcami do 3 mm długości i kilkoma kolcami igiełkowatymi. Listków zwykle jest 5–7 (rzadko 3 lub 9), mają one kształt jajowaty do lancetowatego, osiągają do 5 cm długości i 1–3 cm szerokości. Blaszka listków u nasady jest zbiegająca, na wierzchołku ostra, rzadziej stępiona, z brzegiem pojedynczo lub podwójnie piłkowanym, na szczycie ząbków czasem z gruczołkami. Blaszki cienkie zielone, matowe (rzadko z wierzchu nieco błyszczące), od spodu jaśniejsze, nagie, rzadziej omszone, czasem też z gruczołkami.
KwiatyZebrane po 1–3 (rzadko do 6) w baldachogrona. Szypułki cienkie, bez włosków, ale zwykle ogruczolone rzadziej lub gęściej. Szypułki są wzniesione, osiągają do ok. 2 cm długości. Przysadki są dwie, lancetowate, o długości od 10 do 17 mm i szerokości do 4 mm, całobrzegie, zwykle bez gruczołków, z rzadkimi włoskami. Hypancjum jajowate lub kuliste o średnicy i wysokości ok. 5 mm, bez włosków, ale pokryte rzadziej lub gęściej gruczołkami. Działki kielicha odgięte lub rozpostarte, lancetowate, o długości do ok. 2 cm i szerokości do ok. 5 mm, całobrzegie lub pierzasto klapowane, od wewnątrz mniej lub bardziej gęsto owłosione i czasem ogruczolone. Korona kwiatu osiąga od 3 do 5,5 cm średnicy. Płatki w pojedynczym okółku, różowe, o długości do 24 mm i szerokości do 19 mm. Pręciki bardzo liczne (ok. 105). Owocolistków jest od 32 do 46. Szyjki słupków wystają na 1 mm ponad orficjum o średnicy do 2 mm.
OwoceNiełupki osiągające do 5 mm długości i 3 mm średnicy. Zebrane są po 2–6 (rzadko nieco więcej) wewnątrz czerwonego lub pomarańczowoczerwonego (po dojrzeniu), kulistego lub elipsoidalnego owocu pozornego o długości i średnicy wynoszącej od 6–7 do 14–15 mm. Działki kielicha początkowo odgięte lub rozpostarte, szybko odpadają w trakcie dojrzewania owocu.
Gatunki podobneDo róż o różowych płatkach, zielonych liściach, ciemnoczerwonych pędach, z niełupkami skupionymi tylko na dnie hypancjum i z szyjkami słupków owłosionymi, tworzącymi dużą i siedzącą główkę należy także północnoamerykańska róża wirginijska R. virginiana. Różni się ona tym, że rozwija kwiaty tylko na krótkopędach 2–3 letnich (karolińska także na szczytach długopędów); jest większa (dorasta 2 m wysokości); liście ma błyszczące z wierzchu a nie matowe; przylistki szersze (4–9 mm), działki dłuższe (2–4 cm); igły w międzywęźlach tęgie, często zagięte i rozszerzone u nasady.

## Biologia i ekologia
Nanofanerofit. W naturze rośnie w zaroślach, w widnych lasach, na ich skrajach i polanach, wzdłuż brzegów strumieni, w wąwozach, na przydrożach, pod liniami wysokiego napięcia, subsp. subserrulata także na siedliskach suchych, na terenach skalistych, na preriach. Na terenach wyżej położonych róże te rosną do rzędnej 1100 m n.p.m. Kwitną od końca maja–czerwca do sierpnia, czasem we wrześniu. 

## Systematyka
Gatunek należy do sekcji Cinnamomeae de Candolle ex Seringe podrodzaju Rosa w obrębie rodzaju róża Rosa z rodziny różowatych Rosaceae. 
Róża karolińska powstała jako utrwalony mieszaniec (allotetraploid) diploidalnych gatunków – róży labradorskiej Rosa blanda i róży błotnej Rosa palustris.
W obrębie gatunku wyróżnia się trzy podgatunki:
- R. carolina subsp. carolina (podgatunek nominatywny) – pędy rozpostarte, rzadko wzniesione, kolce w parach przy nasadach liści, poza tym rzadkie lub brak ich wcale – głównie wschodnia część Ameryki Północnej,
- R. carolina subsp. subserrulata W.H. Lewis – pędy tęgie, prosto wzniesione, kolce liczne, różnej wielkości, poza parami w węzłach, także w międzywęźlach – głównie środkowa część USA,
- R. carolina subsp. mexicoensis W.H. Lewis – północno-wschodni Meksyk.

Do mieszańców tworzonych przez ten gatunek należą:
- R. blanda Aiton × R. carolina L. – Rosa ×gilmaniana W.H. Lewis[15],
- R. arkansana Porter × R. carolina L. – Rosa ×medioccidentis W.H. Lewis[5],
- R. virginiana Mill. × R. carolina L. – Rosa ×novae-angliae W.H. Lewis[5].

## Uprawa
Róża ta uprawiana może być w strefach mrozoodporności od 4 do 9. Wymaga stanowisk słonecznych lub w półcieniu, gleb przepuszczalnych. Dobrze znosi susze, ale lepiej rośnie regularnie podlewana.